# Орртанна (Пенсільванія)
Орртанна (англ. Orrtanna) — переписна місцевість (CDP) в США, в окрузі Адамс штату Пенсільванія. Населення — 183 особи (2020).

## Географія
Орртанна розташована за координатами 39°50′47″ пн. ш. 77°21′33″ зх. д. / 39.84639° пн. ш. 77.35917° зх. д. (39.846499, -77.359048).  За даними Бюро перепису населення США в 2010 році переписна місцевість мала площу 0,50 км², з яких 0,50 км² — суходіл та 0,01 км² — водойми.

## Демографія
Згідно з переписом 2010 року, у переписній місцевості мешкали 173 особи в 72 домогосподарствах у складі 54 родин. Густота населення становила 343 особи/км².  Було 75 помешкань (149/км²).
Расовий склад населення:
| - 99,4 % — білих |

До двох чи більше рас належало 0,6 %. Частка іспаномовних становила 1,2 % від усіх жителів.
За віковим діапазоном населення розподілялося таким чином: 17,9 % — особи молодші 18 років, 64,8 % — особи у віці 18—64 років, 17,3 % — особи у віці 65 років та старші. Медіана віку мешканця становила 42,3 року. На 100 осіб жіночої статі у переписній місцевості припадало 88,0 чоловіків;  на 100 жінок у віці від 18 років та старших — 94,5 чоловіків також старших 18 років.
Середній дохід на одне домашнє господарство  становив 79 913 долари США (медіана — 80 833), а середній дохід на одну сім'ю — 75 814 долари (медіана — 80 417). Медіана доходів становила 59 250 доларів для чоловіків та 36 875 доларів для жінок. За межею бідності перебувало 6,8 % осіб, у тому числі 9,3 % дітей у віці до 18 років та 0,0 % осіб у віці 65 років та старших.
Цивільне працевлаштоване населення становило 95 осіб. Основні галузі зайнятості: виробництво — 17,9 %, мистецтво, розваги та відпочинок — 17,9 %, будівництво — 13,7 %, публічна адміністрація — 12,6 %.